# Joachim Tielke
Joachim Tielke (* 14. Oktober 1641 in Königsberg; † 19. September 1719 in Hamburg) war ein deutscher Musikinstrumentenbauer. Tielke zählte zu den bedeutendsten Lauten- und Violenmachern seiner Zeit und wirkte auch als Gitarrenbauer.

## Leben
Tielke wurde als zweiter Sohn des Richters Gottfried Tielke (I) geboren und am 16. Oktober 1641 getauft. 1663 begann er ein Medizinstudium an der Universität Leiden und belegte 1664 zusätzlich das Fach Philosophie. Nachdem er mit seinem Vater nach Hamburg übersiedelt war,  heiratete er 1667 Catharina Fleischer, die Tochter eines in Hamburg ansässigen Instrumentenmachers; 1669 erwarb er das Hamburger Bürgerrecht. Im selben Jahr fertigte er sein frühestes datiertes Instrument, eine Viola da gamba. 1671 wurde das erste von sieben Kindern geboren: Gottfried (III), der später als Nachfolger August Kühnels als Hofmusicus in Kassel eine Anstellung fand. 1719 beging das Ehepaar Tielke die Goldene Hochzeit, zu der mehrere Festschriften verfasst wurden. Zwei Jahre später wird Joachim Tielke in der Hamburger Kirche St. Nikolai begraben (sein Grab ist nach dem großen Brand von 1842 und den Zerstörungen von 1943 nicht erhalten).

## Werk

Gambe aus der Werkstatt von Joachim Tielke, 1673.

Barockgitarre (1703).

Joachim Tielke hat fast alle Arten gezupfter und gestrichener Musikinstrumente seiner Zeit in seiner Werkstatt erzeugt. Seine Instrumente sind meist prächtig, etwa mit Elfenbein, Ebenholz und Perlmutt, ausgestattet. Die Publikation von Friedemann und Barbara Hellwig aus dem Jahr 2011 listet 169 Instrumente und Fragmente auf: Lauten, Mandoras, Angeliques, Gitarren, Hamburger Cithrinchen, Pochetten, Violinen und ein Violoncello, Viole d’amore, Barytons und Viole da gamba. Die Veröffentlichung von 2020 verzeichnet fünf weitere Instrumente Tielkes, so dass sich deren Gesamtzahl auf 174 erhöht. Die ihm zugeschriebenen Streichbögen sind nicht authentisch.
Insgesamt ist das Œuvre Joachim Tielkes eines der größten nach dem Antonio Stradivaris. Ruhm hat Tielke vor allem wegen der qualitätvollen, oft grandiosen Dekoration, insbesondere mit Intarsien, seiner Instrumente erworben; dafür dienten ihm vor allem niederländische Drucke, so die Amorum Emblemata des Otto van Veen aus dem Jahre 1608 und eine Folge von Kupferstichen von Cornelis Danckerts nach Hendrick de Keyser. Verschiedene alte und jüngere Autoren sowie Musiker loben auch die klanglichen Qualitäten der Instrumente Tielkes, vor allem die der Viole da gamba.
Eine Frage, die vielfach diskutiert wird, ist die nach dem eigenen handwerklichen Beitrag Joachim Tielkes zu den mit seinem Namen signierten Instrumenten. Alles spricht dafür, dass Tielke andere Handwerker beschäftigt hat, die ihm Marketerien, geschnitzte Köpfe usw. bis hin zu ganzen Instrumenten lieferten; diese hat er in den meisten Fällen mit seinem eigenen Etikett versehen. Dennoch wird er zu Recht Instrumentenmacher genannt, denn die Organisation der Werkstatt, deren Vertretung gegenüber Stadt und Zünften, der Einkauf von Materialien, die Qualitätsprüfung von Lieferungen durch beauftragte Handwerker, die Betreuung der Kunden, die Planung ikonographischer Motive oder gar Programme auf den Instrumenten und möglicherweise sogar der Entwurf der Ranken und Blüten in den Marketerien – alle diese Arbeiten machen ihn zu einem entrepreneur, wie er vielfach in der Kunstgeschichte belegt ist (beispielsweise für Peter Paul Rubens).
Als Nachfolger in der Werkstatt Tielkes ist sein Großneffe Jakob Heinrich Goldt anzusehen, von dem Arbeiten im Stil Tielkes mit eigener Signatur zu finden sind (besonders charakteristisch die Viola da gamba 1745 in der St. Petersburger Sammlung).
Neben Joachim Tielke hat auch sein älterer Bruder Gottfried Instrumentenbau betrieben. Bekannt sind der Kontrabass von 1662 (Museum für Musikinstrumente der Universität Leipzig) sowie eine (gitarrisierte) Laute (Museum für Kunst und Gewerbe Hamburg). Nach seinem Studium der Theologie und der Ordination zum Pfarrer in Legitten in Ostpreußen hat er weiterhin mit Instrumenten gehandelt.